# Lima (Oklahoma)
Lima é uma cidade  localizada no estado norte-americano de Oklahoma, no Condado de Seminole.

## Demografia
Segundo o censo norte-americano de 2000, a sua população era de 74 habitantes.
Em 2006, foi estimada uma população de 73, um decréscimo de 1 (-1.4%).

## Geografia
De acordo com o United States Census Bureau tem uma área de
1,2 km², dos quais 1,2 km² cobertos por terra e 0,0 km² cobertos por água.

## Localidades na vizinhança
O diagrama seguinte representa as localidades num raio de 24 km ao redor de Lima.